# شعار نيجيريا
يتمثل شعار نيجيريا في صورة درع أسود مرسوم عليه شريطين أبيضين في شكل حرف واي (y) هذان الشريطين يمثلان النهرين الرئيسيين في نيجيريا هما نهر بينويه و‌نهر النيجر ويمثل الدرع الأسود أرض نيجيريا الصالحة بينما يمثل كل فرس على جانبي الدرع الكرامة ويرمز النسر إلى القوة بينما تمثل الاشرطة الخضراء والبيضاء أعلى الدرع إلى الأرض الزراعية الغنية في البلاد وهناك زهرة صفراء تنبت في الحشائش تسمى القسط المنظاري (الاسم العلمي: Costus spectabilis) وهي الزهرة التي تشتهر بها البلاد.

## معرض صور